# مابل بيج
مابل بيج (بالإنجليزية: Mabel Paige)‏ هي ممثلة أمريكية، ولدت في 19 ديسمبر 1880 بنيويورك في الولايات المتحدة، وتوفيت في 9 فبراير 1954 في الولايات المتحدة بسبب نوبة قلبية.

## أعمال

### أفلام
- (1948) جوني بليندا

## وصلات خارجية
- مابل بيج على موقع IMDb (الإنجليزية)
- مابل بيج على موقع ألو سيني (الفرنسية)
- مابل بيج على موقع أول موفي (الإنجليزية)
- مابل بيج على موقع قاعدة بيانات برودواي على الإنترنت (الإنجليزية)
- مابل بيج على موقع قاعدة بيانات الأفلام السويدية (السويدية)
- مابل بيج على موقع قاعدة بيانات الفيلم (الإنجليزية)
- مابل بيج على موقع كينوبويسك (الروسية)